# Protoleptoneta beroni
Protoleptoneta beroni är en spindelart som beskrevs av Christo Deltshev 1977. Protoleptoneta beroni ingår i släktet Protoleptoneta och familjen Leptonetidae.
Artens utbredningsområde är Bulgarien. Inga underarter finns listade i Catalogue of Life.